# Theodor von Chur
Theodor (* im 6. Jahrhundert; † im 7. Jahrhundert) war von 599 bis 603 Bischof von Chur.